# Erysimum scabrum
Erysimum scabrum är en korsblommig växtart som beskrevs av Dc. Erysimum scabrum ingår i släktet kårlar, och familjen korsblommiga växter. Inga underarter finns listade i Catalogue of Life.